# Sipos József (filmrendező)
Sipos József (Budapest, 1953. szeptember 2. –) Balázs Béla-díjas magyar filmrendező, filmproducer, forgatókönyvíró.

## Élete
A Bartók Béla Konzervatórium Jazz tanszakán Bőgő szakon végzett. A Beton beat együttes gitárosa. 1979-től az MTV-ben dolgozik gyártási asszisztensként, szerkesztőként, producerként, majd rendezőként Vitray Tamás osztályán. 1986-ban reklámügynökséget, 1991-ben pedig Pcn Film Stúdió néven független produceri irodát alapít, feleségével Détár Krisztinával. Cégük főként a közmédia számára gyárt televíziós műsorokat, Sportvarázs, Top show, Csodálatos Föld, dokumentum filmek: Sylvie Vartan, Jose Feliciano, Elátkozott Árvák, Richard Clayderman . 1992-1993 A Magyar Kormány Operaházi Karácsonyi rendezvényének producere és szerkesztője.A Nemzetközi Gyermek Mentő Szolgálat tagja és támogatója.1994-ben a University of Phoenix egyetemen, Film-Media szakon végez. Az 1996-os Atlantai Olimpia magyar producere. A Rendőrség Városliget Fesztiváljának producere szerkesztője. A Kapcsolat Koncertek producere, a Westel RT kitünteti. Emellett filmforgalmazó céget alapít Filmnet néven.. 
2002-től filmkészítéssel kezd foglalkozni: a produkciókban producerkét, rendezőként, forgatókönyvíróként vesz részt.
2005-ben filmproduceri közreműködésével készült el a Márai Sándor regényéből készült A gyertyák csonkig égnek című film, majd 2008-ban a szintén Márai művét feldolgozó Eszter hagyatéka rendezője. A film díjat nyert a Salernói Filmfesztiválon. 2011. "Kaland" című filmje díjat nyert Indiában 2012. Következő:"Az elveszett európai" díjat nyert Jekatyerinburgban. 2015 " Bartók" életrajzi film .2020 "Nagyapám Horthy Miklós". A három dokumentum film egységet alkot a Magyar történelem 1930-40.es éveiről.

## Filmek
- Határtalan szellem-rendező-producer TV
- Csodálatos Föld- 1998, rendező-producer TV
- Richard Clayderman 2000, rendező-producer TV
- Sylvie Vartan-rendező TV
- Jose Feliciano- rendező-producer TV
- Leonardo – 2005, rendező-producer TV
- Gyertyák csonkig égnek – 2006, producer
- Szentendrei skanzen – 2007 rendező-producer
- Andersen avagy a mesék meséje – 2007, producer
- Eszter hagyatéka – 2008 ,rendező-producer
- Szerelmem Faust – 2009, producer
- Feljegyzések az egérlyukból – 2009, rendező-producer
- Titkos szám – 2010, rendező-producer
- Az Első – 2010, rendező-producer
- Az igazi ajándék – 2010, rendező-producer
- Pirkadat – 2010, rendező-producer
- Kaland – 2011, rendező-producer
- Az elveszett Európai – 2013, rendező-producer
- Magyar írók Olaszországban -2014,rendező-operatőr-producer
- Bartók – 2015, rendező-operatőr-producer
- Nagyapám: Horthy Miklós – 2019, rendező-operatőr-producer
- Az igazság fája 2024
- Az utolsó vacsora igaz története 2024 rendező-producer-író

## Díjak, elismerések
- 2024: Wallenberg díj
- 2022: Balázs Béla-díj[3]
- 2021: A Magyar Érdemrend lovagkeresztje
- 2021: Kassa Rendezői díj "Nagyapám Horthy Miklós"
- 2014: Atlanta International Documentary Film Festival Zsűri Díj "The lost European"
- 2012: India Nemzetközi Film Fesztival Bangoloru Zsűri Díj – "Kaland"
- 2008: Salernói Filmfesztivál: Salernó Városának Díja – „Eszter hagyatéka”[2]
- 2009: Los Angeles-i Magyar Filmfesztivál: Közönségdíj – „Eszter hagyatéka”[2]
- 2012: Jekatyerinburg Film Fesztival Különdíj "Az elveszett Europai"
- 2006: Saratov Fesztival: Zsűri-díj – "Leonardo"
- 1994: Belügyminiszteri díj " BM vetélkedő"
- 1993: Belügyminiszteri emléklap. "Rendőrségi fesztivál"
- 1985: Nívó díj " Jókai vetélkedő" Magyar Televízió

## További információ
- http://cinequest.org/films/156464/esthers-inheritance
- Ozsda Erika: „Nézett, hogy ki ez a Sipos?!” Beszélgetés Sipos József rendezővel. Filmkultúra, 2008. [2018. január 8-i dátummal az eredetiből archiválva]. (Hozzáférés: 2017. december 28.)
- Várkonyi Benedek: Beszélgetés Sipos Józseffel: Érzelmes Bartók. Filmvilág. 2017. szeptember 26. 28. p.